# Acerorhinus
Acerorhinus — вымерший род носорогов из трибы Aceratheriini. Обитал в Азии в миоцене, в период 13,6—7,0 миллионов лет назад. Ископаемые этого рода были обнаружены на территории Китая и Турции.

## Таксономия
Название рода Acerorhinus опубликовал Миклош Крецой в 1942 году. Номинальный вид — Acerorhinus zernowi помещён в трибу Aceratheriini.